# Rua da República (Figueira da Foz)

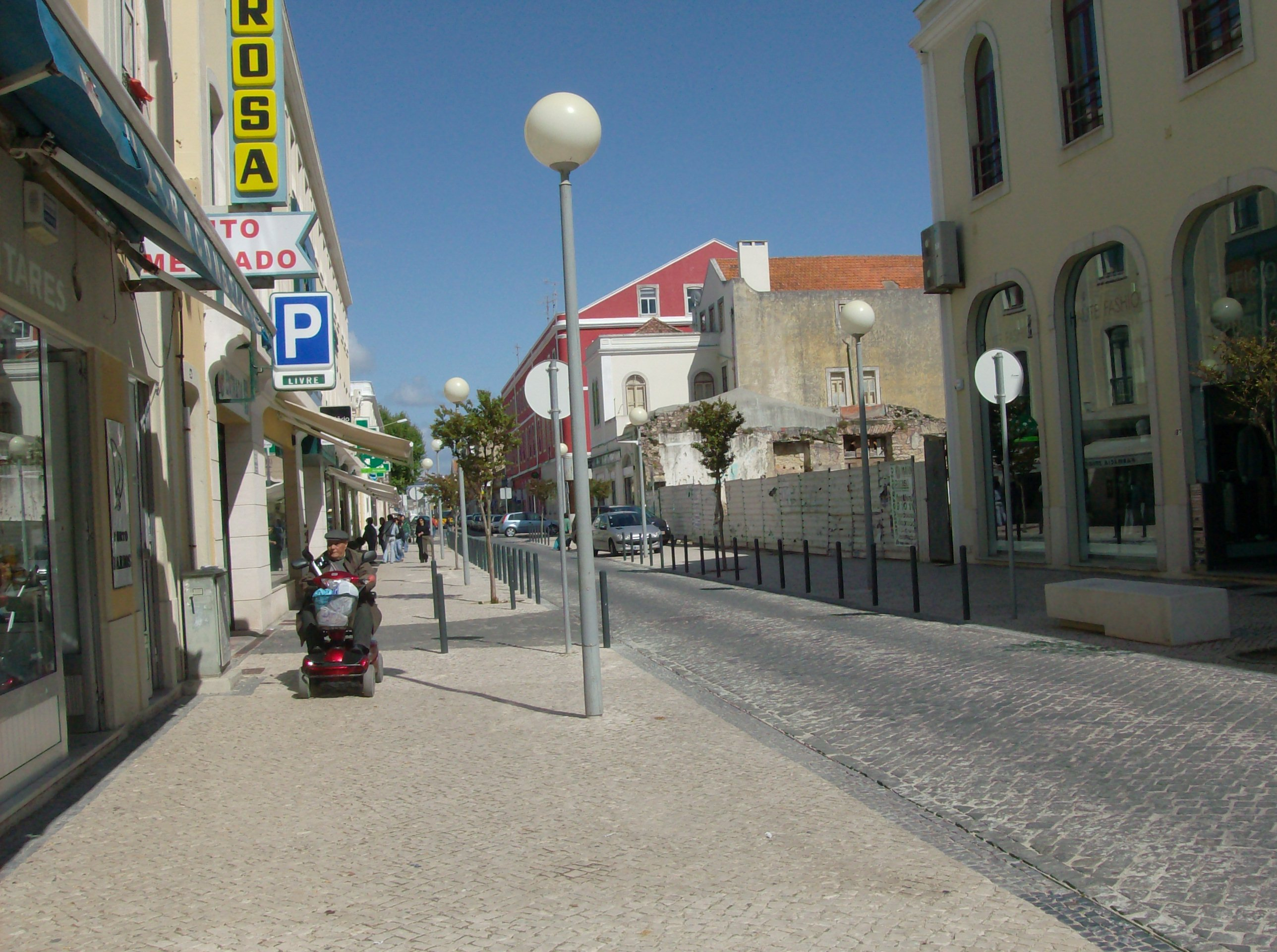
A rua, entre a Praça 8 de Maio e a Rua 10 de Agosto

A Rua da República é a principal rua comercial da cidade da Figueira da Foz e do concelho com sede no mesmo local. A rua tem meio quilómetro de extensão. Ela começa no cruzamento dela mesma com a Praça Oito de Maio e a Rua 5 de Outubro (a continuação da Rua da República). A rua tem fim no cruzamento com a Estrada de Coimbra. As outras ruas com que a Rua da República cruza-se são de este para oeste: Rua 10 de Agosto, a Rua da Lamas, a Rua Vasco da Gama, a Rua Vasco da Gama, a Rua Afonso de Albuquerque e a Rua Bartolomeu Dias.

## História
Inicialmente a rua era chamada Rua das Lamas ou Rua Casal das Lamas. Mais tarde passou a ter o nome de Rua do Princípe Real. Passou a ter o nome actual em 1910, com o fim da monarquia.